# Andrei Kàrlov
Andrei Guennàdievitx Kàrlov (rus: Андре́й Генна́дьевич Ка́рлов, Moscou, 4 de febrer de 1954 - Ankara, 19 de desembre de 2016) fou un diplomàtic rus que va exercir com a ambaixador de la Federació de Rússia a Turquia. El 19 de desembre de 2016, Kàrlov va ser assassinat en una exposició a una galeria d'art a Ankara, Turquia, per Mevlüt Mert Altıntaş, un policia turc fora de servei.

## Primers anys i educació
Kàrlov va néixer a Moscou el 4 de febrer de 1954.El 1976, Kàrlov es va graduar a l'Institut Estatal de Relacions Internacionals de Moscou. Aquell mateix any es va unir al servei diplomàtic.

## Carrera professional
El 1992, es va graduar a l'Acadèmia Diplomàtica del Ministeri d'Afers Exteriors de la Federació de Rússia. Parlava coreà amb fluïdesa i va treballar en diversos càrrecs a l'ambaixada de l'URSS a Corea del Nord des de 1979 fins a 1984, i 1986 a 1991, abans d'haver estat ambaixador de Rússia a Corea del Nord entre 2001 i 2006. Entre 1992 i 1997 va treballar a l'ambaixada russa a Corea del Sud.
De 2007 a 2009, Kàrlov va treballar com a director adjunt del Departament Consular del Ministeri d'Afers Exteriors de Rússia. Va ser ascendit a director del departament el gener de 2009. Va ser nomenat ambaixador a Turquia al juliol de 2013.

## Assassinat
El 19 de desembre de 2016, a les 3:15 pm, Karlov va ser mort a trets per Mevlüt Mert Altıntaş (nascut el 1994), un funcionari de policia turc fora de servei, en una exposició d'art a Ankara, Turquia.
Un vídeo de l'atac va mostrar l'assassí cridant: «No oblideu Alep, no oblideu Síria» i «Déu és el més gran») mentre manté una pistola en una mà i agitant l'altra en l'aire. L'atacant també va cridar, "Enrere! Enrere! Només la mort em traurà d'aquí. Tot el que té un paper en aquesta opressió morirà un per un." L'agressor va cridar en àrab i turc. L'assassí, que duia vestit i corbata, va obrir foc contra Kàrlov a boca de canó, mentre l'ambaixador estava donant el seu discurs. El material d'arxiu d'assassinat revela que Kàrlov no estigué al corrent de la seva situació de perill al podi fins que les primeres bales el van ferir.
L'assassinat va tenir lloc després de diversos dies de protestes del poble turc sobre la participació de Rússia en la guerra civil de Síria i la batalla d'Alep tot i que els governs rus i turc havien estat negociant un alto el foc.